# روجيه مارش
روجيه مارش (بالفرنسية: Roger Marche)‏ (مواليد 5 مارس 1924) هو لاعب كرة قدم. يلعب مع منتخب فرنسا لكرة القدم. سبق له أن لعب في كأس العالم لكرة القدم مع منتخب بلاده.

## روابط خارجية
- روجيه مارش على موقع الاتحاد الدولي (مؤرشف)  (الإنجليزية)
- روجيه مارش على موقع الاتحاد الأوربي (الإنجليزية)
- روجيه مارش على موقع قاعدة بيانات كرة القدم.إي يو (الإنجليزية)
- روجيه مارش على موقع ناشيونال فوتبول تيمز (الإنجليزية)
- روجيه مارش على موقع Soccerway.com (الإنجليزية)
- روجيه مارش على موقع عالم كرة القدم.نت (الإنجليزية)